# Калех
Калех (ирл. и гэльск. Cailleach, произносится: [ˈkalʲəx] в ирландском, [ˈkaʎəx] в гэльском) — в мифологии островных кельтов (в Ирландии, Шотландии на острове Мэн) — божественная колдунья, божество-творец и богиня погоды, а также прародительница других богов. Часто называется Cailleach Bhéara(ch) или Bheur(ach). Само слово cailleach переводится как «колдунья», именно в этом значении оно существует в современном гэльском (шотландском кельтском) языке. Это слово часто применяется ко многочисленным мифологическим персонажам в Ирландии, Шотландии и на острове Мэн.

## Имя
Слово Cailleach означает «старуха» или «колдунья» в современном ирландском и гэльском (шотландском кельтском)). Оно происходит от древнеирландского Caillech («скрытая за вуалью»), прилагательного, образованного от caille («вуаль»), древнего заимствования из латыни (pallium; обратите внимание на переход /p/ > /c/, происходящий в таких ранних заимствованиях).
Имя Калех часто сопровождается постоянным эпитетом: Cailleach Bhéara(ch), Cailleach Bheur(ach), или его фонетическими вариантами. Считается, что этот эпитет восходит к названию полуострова Беара на юго-западе Ирландии, места, с которым ассоциируется эта богиня. Однако профессор Геаройд О’Круалаойх (Gearóid Ó Crualaoich) считает, что рассматриваемый эпитет происходит от слова со значением «острый, пронзительный, враждебный» — bior(ach) или beur(ach) — и указывает на связь Калех с зимой и дикими местами.
Датирующаяся VIII—IX веками ирландская поэма «Сетования старой женщины» (англ. The Lament of the Old Woman) называет Калех именем Digdi или Digde. В «Охоте на Слив-Галлион» (имеется в виду гора на северо-востоке Ирландии) Калех фигурирует под именем Milucra, и является сестрой богини лета Ане (Аанъе). В рассказе о чудесной корове Глас Гайвлен (англ. Glas Gaibhnenn) именем этой богини является Biróg. Калех также известна в источниках под именами Buí или Bua(ch). На кельтском языке острова Мэн её имя звучит и пишется как Caillagh.
Следует помнить, что имя этой богини является в кельтских языках и нарицательным cailleach, и имеет форму множественного числа: cailleacha ([ˈkalʲəxə]) в ирландском и cailleachan ([ˈkaʎəxən]) в гэльском (шотландском кельтском). Это слово входит в качестве компонента в такие термины как гэльск. cailleach-dhubh («монашка») и cailleach-oidhche («сова»), а также в ирл. cailleach feasa («мудрая женщина, прорицательница») и cailleach phiseogach («колдунья, чаровница»). К связанным с именем рассматриваемой богини словам относятся также: гэльск. caileag и ирл. cailín («молодая женщина, девочка, девушка») и англо-шотл. carline/carlin («старуха, ведьма»). Менее известно другое слово, ирл. síle, иногда интерпретируемое как «колдунья» и позволяющее некоторым ученым делать выводы о связи Калех с каменными скульптурами шила-на-гиг

## Легенды
В Шотландии, где Калех известна также как Бейра, Королева Зимы, распространены легенды о создании этой богиней многих гор и больших холмов, которые якобы были созданы тогда, когда Калех путешествовала по стране и случайно вытряхивала камешки из своей корзины для рыбы или просто плетеной корзины. В других случаях говорится, что Калех построила соответствующие горы и холмы намеренно, в качестве ступенек для себя. Легенды говорят, что эта богиня носит с собой молот для придания формы холмам и долинам, а также что она является матерью всех остальных богов и богинь.
В образе Калех наблюдаются некоторые черты, говорящие о том, что она — персонификация зимы: она пасет оленей, борется с весной, её посох замораживает землю.
Вместе с богиней Бригитой Калех рассматривается как сезонное божество или дух, под её покровительством находятся зимние месяцы между Самайном (1 ноября или первый день зимы) и Белтейном (1 мая или первый день лета), в то время как Бригита правит летними месяцами между Белтейном и Самайном. Иногда Калех и Бригита интерпретируются как две ипостаси одной и той же богини, в то время как другие легенды говорят, что в день Белтейна Калех превращается в Карлинский камень (англ. Carlin stone), а на Самайн возвращает себе человеческий облик, чтобы править зимними месяцами. В зависимости от местных климатических условий, переход власти от богини зимы к богине лета празднуется в разное время: на Имболк (1 февраля), на «День Колдуньи» Latha na Cailliche (25 марта) или на Белтейн (1 мая), при этом названия местных праздников, отмечающих появление первых признаков весны, могут быть связаны как с Калех, так и с Бригитой.
Имболк также считается днем, когда Калех собирает дрова на оставшуюся часть зимы. Легенды говорят, что, если Калех хочет сделать зиму намного дольше, она должна собрать достаточно дров для себя на оставшееся время морозов, а сделать это она может, только если на Имболк (1 февраля) будет стоять ясная и солнечная погода. В результате люди надеются на плохую погоду на Имболк: это значит, что Калех будет спать, не сможет собрать для себя достаточно дров и зима скоро закончится. На острове Мэн, где эта богиня известна под именем Caillagh ny Groamagh, говорят, что Калех можно увидеть на Имболк в образе огромной птицы, несущей прутья в своем клюве.
В Шотландии есть представление о нескольких Калех, они называются Cailleachan (буквально «старухи») и «Штормовые Колдуньи», то есть представляют собой персонификации атмосферных явлений, в первую очередь разрушительных. Считается, что эти многие Калех особенно любят устраивать весенние штормы в период, который так и называется A' Chailleach.
На западном побережье Шотландии считается, что Калех вызывает приход зимы, стирая большой килт (гэльск. féileadh mòr) в заливе Коривреккан (Corryvreckan, гэльск. Coire Bhreacain — «котел для стирки шотландки»). Считается, что вся проводимая богиней стирка занимает три дня, в течение которых рёв подступающей бури слышен на расстоянии двадцати миль (32 км) от залива. Когда же богиня заканчивает стирать, её килт становится чисто белым, а землю покрывает снег.
В Шотландии и Ирландии тот крестьянин, кто первым из своей деревни заканчивал уборку урожая зерновых, делал соломенную куклу, представлявшую Калех (такие куклы также назывались «Карлин» или «Карлина»), из последнего пучка колосьев. Такие соломенные куклы было принято бросать на поле соседа, ещё не закончившего уборку урожая. Тот же крестьянин, кто заканчивал уборку урожая последним, должен был взять эти соломенные куклы себе и заботиться о них до следующего года: считалось, что этим он дает приют и пищу хозяйке зимы. Крестьяне старались побыстрее убрать урожай: никто не хотел закончить последним и приютить у себя Калех.
Некоторые исследователи считают, что поэма на древнеирландском языке «Сетования старой женщины с полуострова Беара» рассказывает именно о Калех; Куно Мейер пишет: «У неё есть 50 приёмных детей на полуострове Беара. Она прожила семь периодов юности один за другим, так что каждый из живших с ней мужчин умер от старости, а её внуки и внучки дали начало племенам и расам».

## Калех в топонимике

### Ирландия
В Ирландии Калех также ассоциируется со скалистыми и возвышающимися над местностью горными вершинами и выходами скальных горных пород, такими как Голова Ведьмы (ирл. Ceann Caillí, что в буквальном переводе и значит «голова ведьмы или колдуньи»), являющаяся самым южным из утесов Мохер в графстве Клэр. Мегалитические могильники Лох-Крю в графстве Мит расположены на возвышенности Слив-на-Калли (ирл. Sliabh na Caillí, что значит «гора ведьмы»); там же есть и мегалит, называющийся «Стул ведьмы». Каирн (тур) Т на возвышенности Слив-на-Калли представляет собой классическую коридорную гробницу, спроектированную так, чтобы в день равноденствия лучи восходящего солнца проникали по коридору и освещали внутреннюю камеру, наполненную мегалитическими резными каменными фигурами. Также известен утес Алинаклли (ирл. Aill na Caillí — «Утес Ведьмы») представляющий собой отвесный обрыв (клиф) в графстве Голуэй.

### Шотландия
Имя Калех и его производные часто встречаются в топонимике в области Аргайл-энд-Бьют на западе Шотландии. Более поздние источники здесь называют эту богиню Cailleach nan Cruachan («ведьма горы Бэн-Круахан»). Бэн-Круахан (англ. Ben Cruachan) — это самая высокая гора в этом регионе. Калех также изображается на полотенцах для чайной посуды и открытках, продаваемых туристам в магазинчике на вершине этой горы, также богиня присутствует и на фреске, изображающей случайное создание ею озера Лох-О.
Легенда говорит, что богиня Калех тогда долго пасла оленей и устала. Она уснула на вершине горы Бэн-Круахан, забыв следить за колодцем, который переполнился — и вода из него побежала с горы вниз, сформировав сначала реку, а потом и озеро. Переполнившийся колодец — это распространенный мотив в местных кельтских мифах о создании элементов ландшафта: так, этот же мотив присутствует в мифе о том, как богиня Боанн (англ. Boann) подобным же образом случайно создала реку Бойн в Ирландии. Другой мотив, прочно связывающий Калех с географией Аргайл-энд-Бьют — это её уже упоминавшаяся выше связь с сильным водоворотом в заливе Корривекан (Corryvreckan).
Рассмотрим другой топоним — холм Бейн на Калех (англ. Beinn na Caillich) на острове Скай у западного побережья Шотландии. Этот холм считается одним из любимых мест богини — как и другие возвышающиеся над ландшафтом высокие горы, например, гора Beinn na Caillich, также содержащая имя Калех в своем названии. Считается, что с таких гор спускаются бури с дождем и мокрым снегом, несущие опустошение и разрушение землям внизу.
В Пертшире (центральная Шотландия) топонимы с именем Калех также встречаются. Это, например, Глен Калех (Glen Cailleach) недалеко от Глен Лайона (англ. Glen Lyon). По этой же долине протекает и речка Alt nan Cailleach. Этот район вообще известен благодаря связанному с Калех ритуалу, до сих пор сохранившимся в жизни местного населения. В рассматриваемой долине также существует небольшой хутор, называющийся Tigh nan Cailleach или Tigh nam Bodach, где можно видеть несколько камней со следами древней резьбы. Если верить местной легенде, эти камни изображают Калех, её мужа Потаха и их детей.
Местная легенда также рассказывает, что Калех и её семья укрылись в долине у местных жителей и — пока боги остаются там, долина всегда будет плодородной и процветающей. Уходя, Калех дала местным жителям те самые резные камни и сказала, что каждый Белтейн их нужно выносить на воздух и ставить на всеобщее обозрение над долиной, а каждый Самайн — прятать на зиму: тогда долина всегда будет плодородной. Этот ритуал проводится в долине до сих пор.